# Anselm Franz von Ingelheim (arcivescovo di Magonza)
Anselm Franz von Ingelheim (Colonia, 16 settembre 1634 – Aschaffenburg, 30 marzo 1695) quarto Governatore di Erfurt, fu Arcivescovo di Magonza dal 1679 sino alla sua morte.

## Biografia
Anselmo della famiglia di Ingelheim, divenne principe-arcivescovo di Magonza il 7 novembre 1679 e per questo divenne un principe elettore del Sacro Romano Impero. Egli incoronò la principessa Eleonora Maddalena, moglie dell'imperatore Leopoldo I, nel 1689 e un anno dopo il loro figlio, l'imperatore Giuseppe I, come re d'Ungheria.
I sedici anni di regno di Anselm Franz furono una continua ricerca di pace e neutralità dalla guerra della Grande Alleanza, il che lo costrinse a vivere in esilio ad Aschaffenburg, dove morì nel 1695.

## Genealogia episcopale e successione apostolica
La genealogia episcopale è:
- Cardinale Guillaume d'Estouteville, O.S.B.Clun.
- Papa Sisto IV
- Papa Giulio II
- Cardinale Raffaele Riario
- Papa Leone X
- Papa Clemente VII
- Cardinale Antonio Sanseverino, O.S.Io.Hieros.
- Cardinale Giovanni Michele Saraceni
- Papa Pio V
- Cardinale Innico d'Avalos d'Aragona, O.S.Iacobi
- Cardinale Scipione Gonzaga
- Patriarca Fabio Biondi
- Papa Urbano VIII
- Cardinale Cosimo de Torres
- Cardinale Francesco Maria Brancaccio
- Vescovo Miguel Juan Balaguer Camarasa, O.S.Io.Hieros.
- Papa Alessandro VII
- Arcivescovo Massimiliano Enrico di Baviera
- Vescovo Johann Heinrich von Anethan
- Arcivescovo Anselm Franz von Ingelheim

La successione apostolica è:
- Vescovo Johann Daniel von Gudenus (1680)
- Vescovo Matthias Starck (1681)
- Vescovo Ludwig Anton von Pfalz-Neuburg (1694)